# ابن حمزه دمشقی
ابراهیم حسینی حنفی با لقب برهان‌الدین شهرت‌یافته به ابن حمزهٔ دمشقی (۱۶۴۵–۱۷۰۸م) (نسب: ابراهیم بن محمد بن محمد کمال‌الدین بن احمد بن حسین؛ حسینی حنفی) محدث و زبان‌شناس نحوی شامی بود. از اهالی صدور دمشق بود، همان‌جا زاده شد و بر برخی نواحی‌اش والی بود، به مصر سفر کرد و از علمای آن فراگرفت. به روم (آناتولی) نیز سفر داشته. در مصر، در سال ۱۰۹۳ق نقابة الأشراف (نمایندگیِ شریف‌نسبان/هاشمی‌تباران/سادات) را برگرفت، سپس در دمشق نیز برهمین منصب بود. از حدود ۸۰ شیخ (استاد) فراگرفت. در راه حج، در جایگاهی که ذات الحج نامیده می‌شد، درگذشت. البیان و التعریف فی اسباب ورود الحدیث الشریف و حاشیه علی شرح الألفیه لابن منصف از آثار اوست.